# Erik Lycke
Nils Erik Oskar Lycke, född 1 januari 1926 i Sundsvall, död 9 januari 2024, var en svensk läkare och professor i virologi.

## Biografi
Erik Lycke utbildades till läkare vid Karolinska institutet och disputerade 1958 för medicine doktorsgraden vid samma lärosäte. Avhandlingsarbetet omfattade studier av inaktivering av poliovirus och bidrog i hög grad till utveckling av ett svenskt poliovaccin under professor Sven Gards ledning. Han utnämndes 1981 till professor i medicinsk virologi vid Göteborgs universitets medicinska fakultet.